# Władysław Wojciech Szołdrski
Władysław Wojciech Szołdrski CSsR (ur. 22 kwietnia 1884 w Kliczkowie Wielkim, zm. 7 kwietnia 1971 we Wrocławiu) – polski redemptorysta, historyk kościoła, tłumacz.

## Życiorys
W 1902 wstąpił do seminarium duchownego we Włocławku, święcenia kapłańskie przyjął 28 października 1906, w 1908 wstąpił do zakonu redemptorystów, śluby wieczyste złożył 2 lutego 1909, do 1921 mieszkał w Krakowie. W latach 1921–1925 był wykładowcą Wyższego Seminarium Duchownego oo. redemptorystów w Tuchowie, w latach 1925-1939 pracował w Toruniu, od 1939 do 1942 przebywał w Krakowie, w latach 1942-1945 w Tuchowie, od maja 1945 w Toruniu, od 1946 do śmierci we Wrocławiu. W 1952 został inwalidą na skutek wypadku.
Do jego najważniejszych prac należy zaliczyć 15-tomową edycję dokumentów Monumenta Hofbaueriana (wyd. 1915-1951) poświęconą św. Klemensowi Marii Hofbauerowi oraz tłumaczenia pisarzy wczesnochrześcijańskich publikowane w serii Pisma Starochrześcijańskich Pisarzy: Listów św. Cypriana (wyd. 1970), Dialogów (wyd. 1970) i Homilii na Ewangelie (wyd. 1970) św. Grzegorza Wielkiego, dzieł św. Ambrożego Hexaemeron (wyd. 1969), Wybór pism. O pokucie. O ucieczce od świata. O dobrach przynoszonych przez śmierć (wyd. 1971) i Wykład Ewangelii według św. Łukasza (wyd. 1977), dzieł św. Hieronima O znakomitych mężach (wyd. 1970) i Żywoty mnichów. Dialog przeciw pelagianom (wyd. 1973), kazań św. Augustyna w tomach Homilie na Ewangelie i pierwszy list św. Jana. Cz. 1, Homilie 1-46 na Ewangelie św. Jana i Homilie 47-124 na Ewangelie św. Jana. Homilie 1-10 na pierwszy list św. Jana (wyd. 1977 - drugim tłumaczem był Wojciech Kania). Był także tłumaczem wielu pism św. Alfonsa Marii Liguori oraz autorem biografii Św. Klemens Hofbauer – apostoł Warszawy (wyd. 1927) oraz Martyrologium duchowieństwa polskiego pod okupacją niemiecką w latach 1939–1945 (wyd. 1965).